# جون هال (محامي)
جون هال (بالإنجليزية: John Hall) هو قاضي ومحامي أمريكي، ولد في 1767 في ستونتون في الولايات المتحدة، وتوفي في 1833.